# Plugged in Permanent
Plugged in Permanent è il settimo album in studio del gruppo heavy metal canadese Anvil, pubblicato nel 1996.

## Tracce
1. Racial Hostility – 5:56
2. Doctor Kevorkian – 3:46
3. Smokin' Green – 4:56
4. Destined for Doom – 5:17
5. Killer Hill – 3:27
6. Face Pull – 2:54
7. I'm Trying to Sleep – 3:10
8. Five Knuckle Shuffle – 3:26
9. Truth or Consequence – 6:19
10. Guilty – 6:47

## Formazione
- Steve "Lips" Kudlow - voce, chitarra
- Ivan Hurd - chitarra
- Mike Duncan - basso
- Robb Reiner - batteria